# Amazona oratrix
Amazona oratrix là một loài chim trong họ Psittacidae.

## Hình ảnh

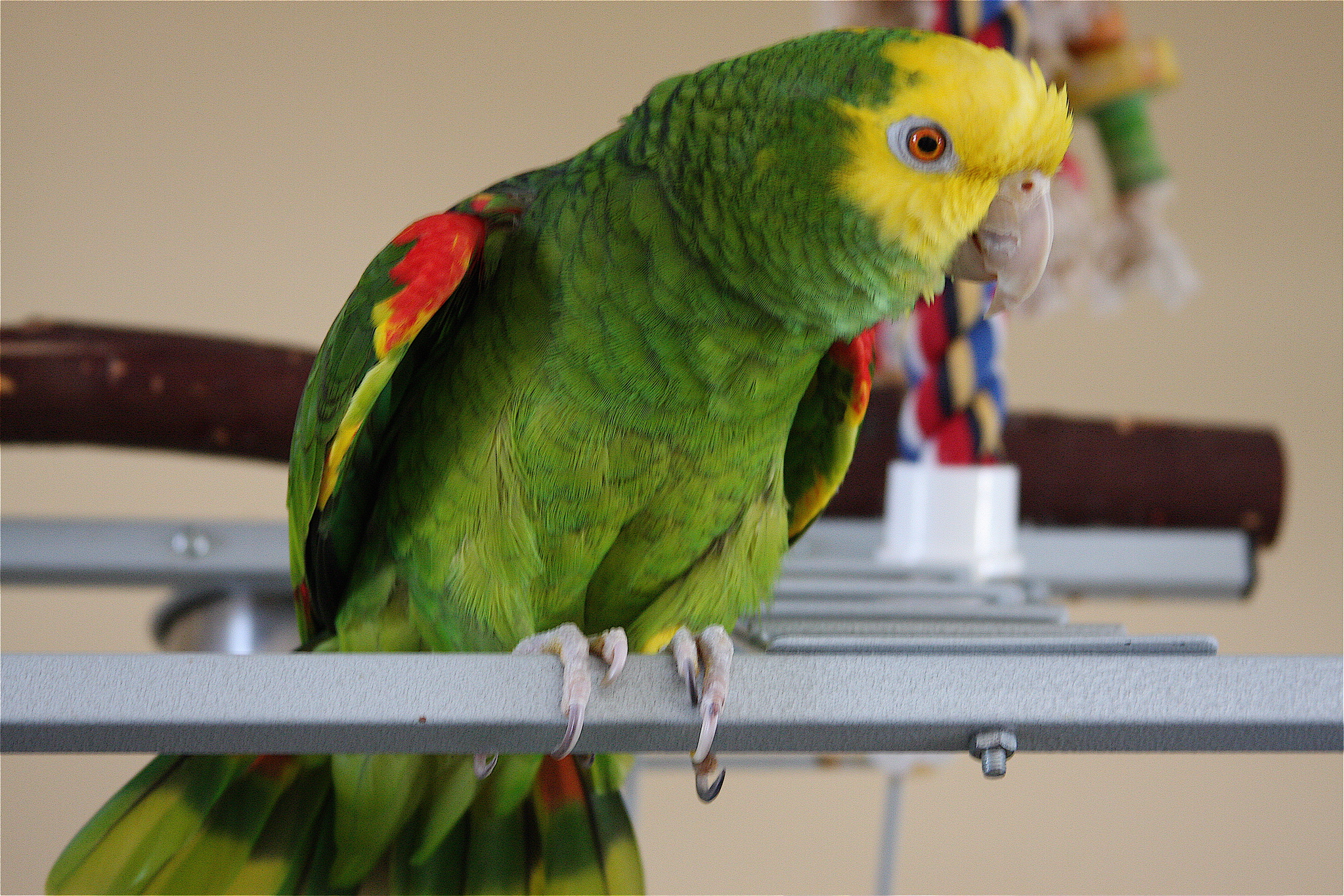
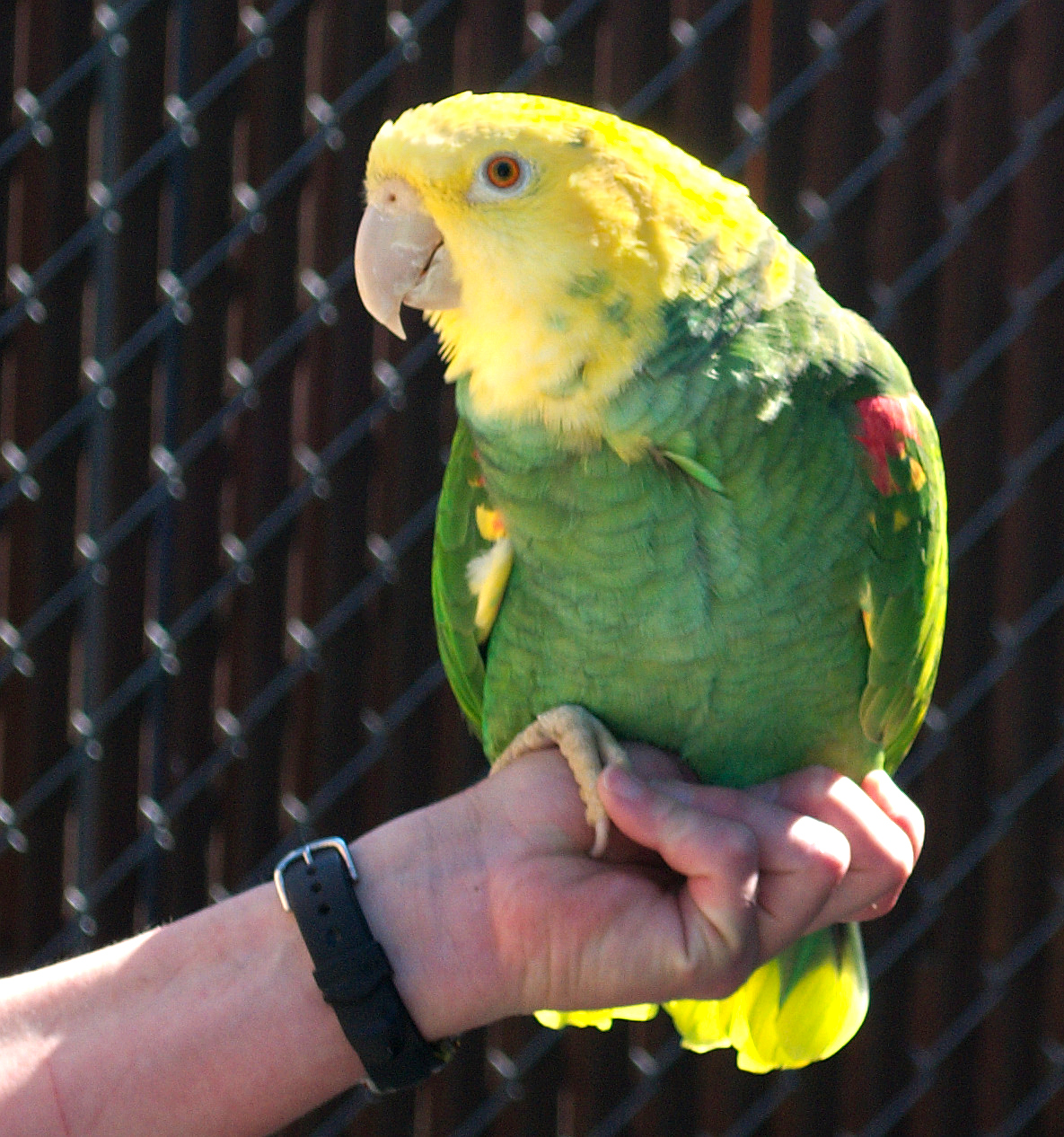
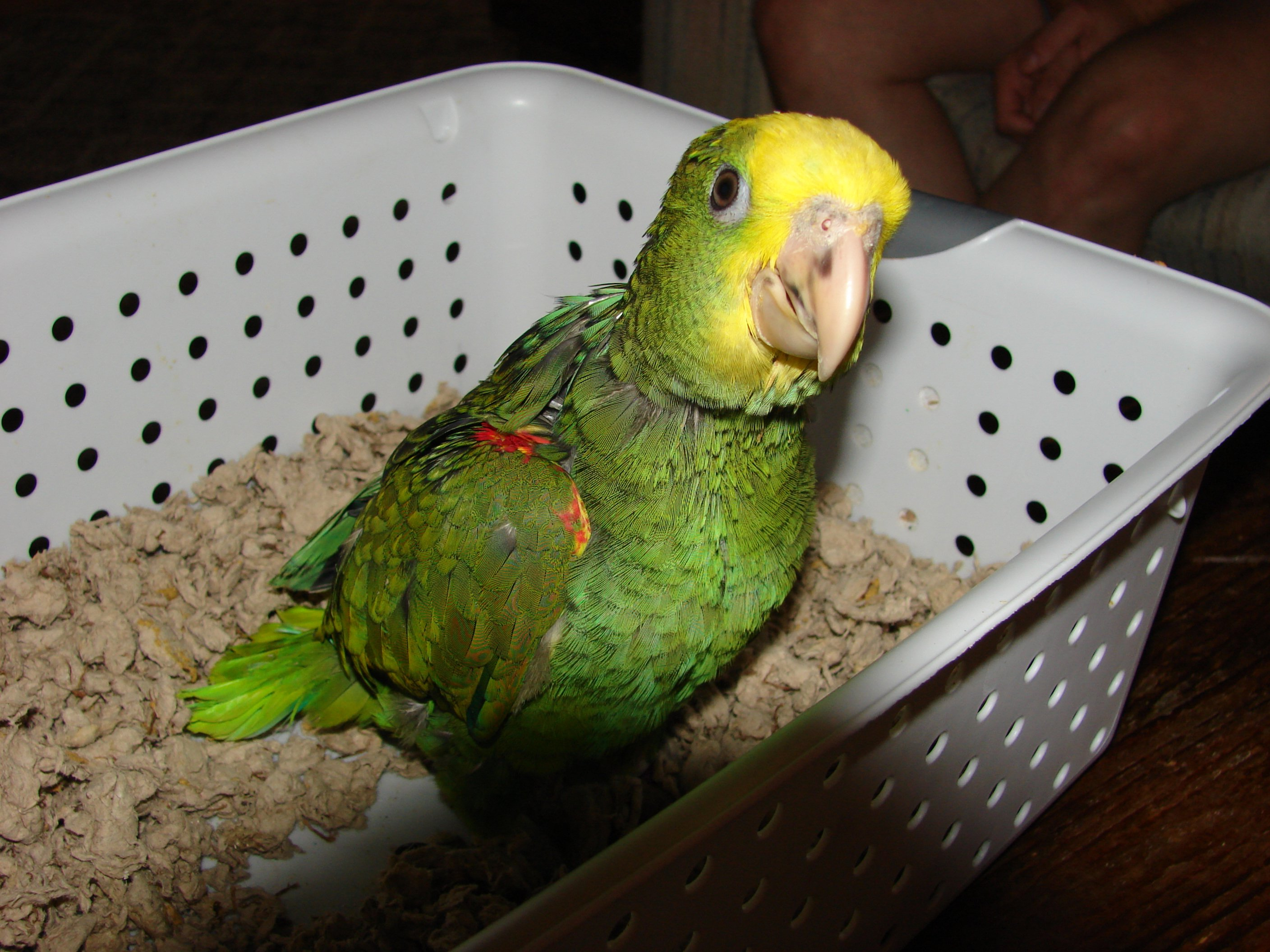
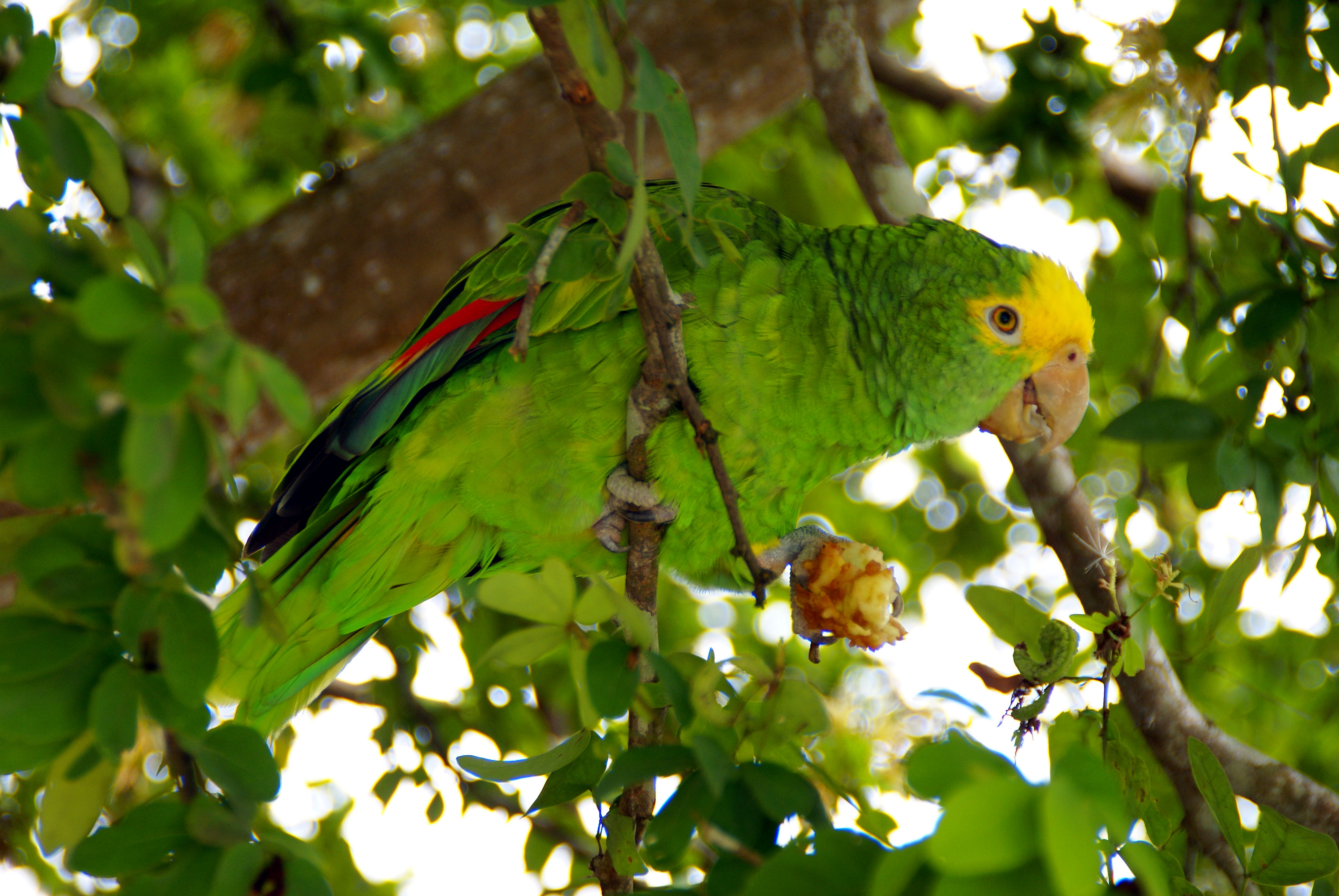
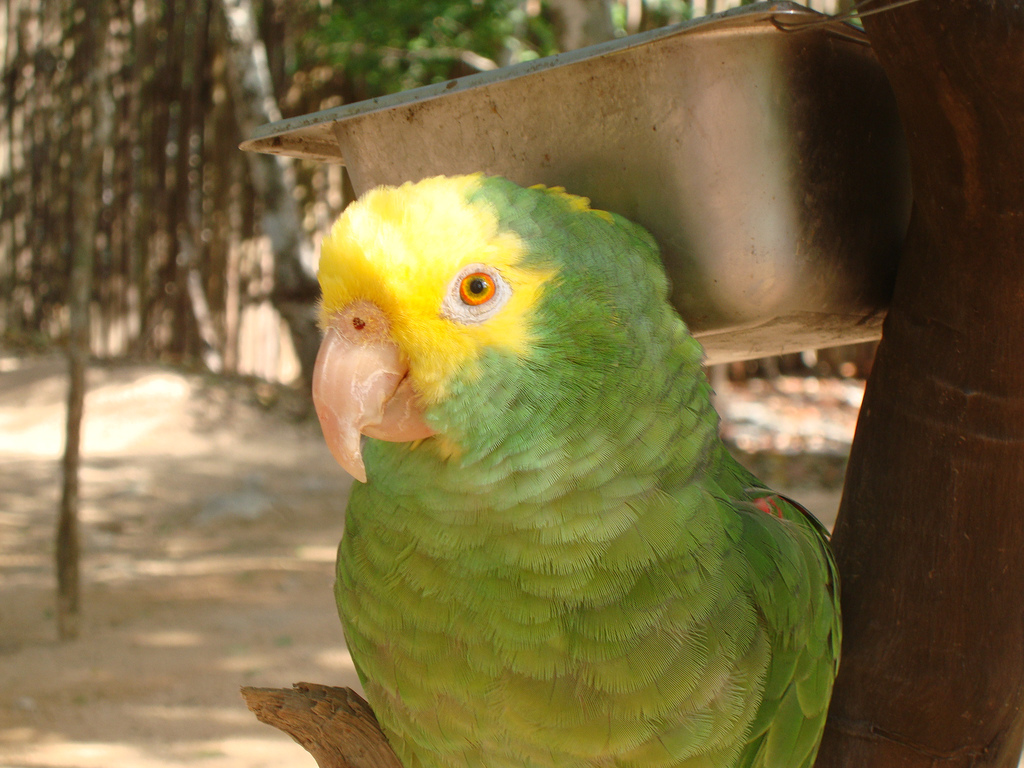